# Callistege futilis
Callistege futilis är en fjärilsart som beskrevs av Otto Staudinger 1897. Callistege futilis ingår i släktet Callistege och familjen nattflyn. Inga underarter finns listade i Catalogue of Life.